# Codificació RZ

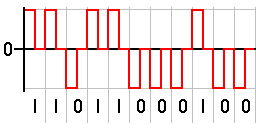
El senyal binari es codifica mitjançant modulació rectangular d'amplitud de pols amb codi polar de retorn a zero

El retorn a zero (RZ o RTZ) descriu un codi de línia utilitzat en senyals de telecomunicacions en què el senyal cau (torna) a zero entre cada pols. Això té lloc fins i tot si hi ha un nombre de 0 o 1 consecutius al senyal. El senyal és de rellotge automàtic. Això significa que no cal enviar un rellotge separat al costat del senyal, però pateix l'ús del doble d'amplada de banda per aconseguir la mateixa velocitat de dades en comparació amb el format sense retorn a zero.
El "zero" entre cada bit és una condició neutra o de repòs, com ara una amplitud zero en la modulació d'amplitud de pols (PAM), un canvi de fase zero en la codificació per canvi de fase (PSK) o una freqüència mitjana en la codificació per desplaçament de freqüència (FSK). Aquesta condició "zero" es troba normalment a mig camí entre la condició significativa que representa un bit d'1 i l'altra condició significativa que representa un bit 0.
Tot i que el retorn a zero (RZ) conté una disposició per a la sincronització, encara té un component de corrent continu que provoca un "vagança de la línia de base" durant cadenes llargues de 0 o 1 bits, igual que el codi de línia sense retorn a zero.

## Retorn a zero en la comunicació òptica

### Tornar a zero, invertit
El retorn a zero, invertit (RZI) és un mètode de mapeig per a la transmissió. El senyal RZI de dos nivells té un pols (més curt que un cicle de rellotge) si el senyal binari és 0, i cap pols si el senyal binari és 1. S'utilitza (amb un pols de 3/16 d'una mica de llarg) per l'especificació de la capa física d'infrarojos en sèrie IrDA (SIR). L'amplada de banda necessària per a aquest tipus de modulació és: BW = R (taxa de dades).

## Retorn bipolar a zero (RZ bipolar)
Per al retorn a zero bipolar (RZ bipolar), un de bipolar es codifica com a +V volts, un zero bipolar es codifica com a -V volts i s'utilitza 0 volts per proporcionar farciment i separació entre bits.
El bus ARINC 429 utilitza la codificació bipolar de retorn a zero.